# Percentatge de greix corporal
El percentatge de greix corporal d'un ésser humà o d'un altre ésser viu és la massa total de greix dividida per la massa corporal total, multiplicada per 100; el greix corporal inclou el greix corporal essencial i el greix corporal d'emmagatzematge. El greix corporal essencial és necessari per mantenir la vida i les funcions reproductives. El percentatge de greix corporal essencial per a les dones és superior al dels homes, a causa de les necessitats de procrear i altres funcions hormonals. L'emmagatzematge de greix corporal consisteix en l'acumulació de greix al teixit adipós, una part del qual protegeix els òrgans interns del pit i de l'abdomen. Hi ha diversos mètodes disponibles per determinar el percentatge de greix corporal, com ara la mesura amb pinça o mitjançant l'anàlisi d'impedància bioelèctrica.
El percentatge de greix corporal és una mesura del nivell de forma física, ja que és l'única mesura corporal que calcula directament la composició corporal relativa d'una persona sense tenir en compte l'alçada ni el pes. L'índex de massa corporal (IMC) àmpliament utilitzat, proporciona una mesura que permet comparar l'adipositat d'individus de diferents alçades i pesos. Tot i que l'IMC augmenta en gran manera que augmenta l'adipositat, a causa de les diferències en la composició corporal, altres indicadors de greix corporal donen resultats més precisos; per exemple, els individus amb massa muscular més gran o ossos més grans tindran un IMC més alt. Com a tal, l'IMC és un indicador útil de la forma física general per a un grup nombrós de persones, però és una eina deficient per determinar la salut d'un individu.

## Quantitats típiques de greix corporal
Epidemiològicament, el percentatge de greix corporal en un individu varia segons el sexe i l'edat. Existeixen diversos enfocaments teòrics sobre les relacions entre el percentatge de greix corporal, la salut, la capacitat atlètica, etc. Per tant, diferents autoritats han desenvolupat diferents recomanacions sobre els percentatges ideals de greix corporal.
Aquest gràfic de l'Enquesta nacional d'examen de salut i nutrició als Estats Units mostra el percentatge mitjà de greix corporal dels nord-americans a partir de mostres del 1999 al 2004: 

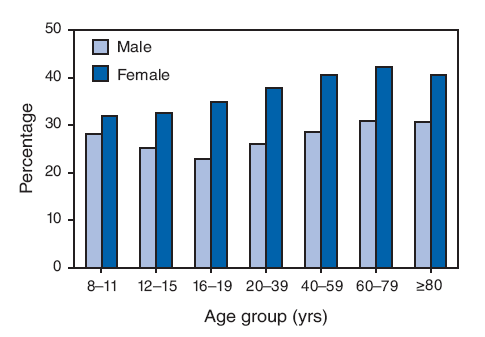
Percentatge mitjà de greix corporal, per grups d'edat i sexe - Enquesta nacional d'examen de salut i nutrició, Estats Units, 1999-2004

En els homes, el percentatge mitjà de greix corporal oscil·lava entre el 22,9% als 16-19 anys i el 30,9% als 60-79 anys. En les dones, el percentatge mitjà de greix corporal oscil·lava entre el 32,0% als 8-11 anys i el 42,4% als 60-79 anys.
La taula següent del American Council on Exercise mostra la diferència dels percentatges mitjans segons els grups i categories especificats:
| Descripció      | Dones  | Homes  |
| --------------- | ------ | ------ |
| Greix essencial | 10-13% | 2-5%   |
| Esportistes     | 14-20% | 6-13%  |
| Fitness         | 21-24% | 14-17% |
| Mitjana         | 25-31% | 18-24% |
| Obès            | 32% +  | 25% +  |

El greix essencial és el nivell en què la salut física i fisiològica es veuria afectada negativament i per sota del qual la mort és segura. Hi ha controvèrsia sobre si un percentatge de greix corporal en concret és millor per a la salut; el rendiment esportiu també es pot veure afectat. Els esportistes més prims solen competir en nivells d'aproximadament un 6-13% per als homes o del 14-20% per a les dones. [ es necessita una cita ] Els culturistes poden competir en un rang essencial de greix corporal, de fet, els entrenadors personals certificats els suggeriran mantenir aquest nivell extremadament baix de greix corporal només durant el temps de concurs. Tanmateix, no és clar que aquests nivells s'assoleixin realment, ja que (a) els mitjans per mesurar-los són, com s'indica a continuació, mancats en principi i imprecisos, i (b) el 4-6% es considera generalment un mínim fisiològic per als homes humans.

## Tècniques de mesura

### Pesatge submarí
Independentment de la ubicació d'on s'obtinguin, les cèl·lules grasses dels humans estan compostes quasi totalment per triglicèrids purs amb una densitat mitjana d'uns 0,9 quilograms per litre. La majoria dels laboratoris moderns de composició corporal fan servir avui el valor d'1,1 quilograms per litre per a la densitat de la "massa lliure de greixos", un teixit teòric compost per un 72% d'aigua (densitat = 0,993), un 21% de proteïna (densitat = 1,340) i un 7% mineral (densitat = 3,000) en pes.
Amb un sistema de pesatge ben dissenyat, la densitat corporal es pot determinar amb molta precisió submergint completament una persona en aigua i calculant el volum de l'aigua desplaçada a partir del pes de l'aigua desplaçada. Es fa una correcció de la flotabilitat de l'aire als pulmons i d'altres gasos en els espais del cos. Si no hi hagués cap error en mesurar la densitat corporal, la incertesa en l'estimació del greix seria d'aproximadament el ± 3,8% del pes corporal, principalment a causa de la variabilitat normal dels components corporals.

### Pletismografia de desplaçament d'aire de tot el cos

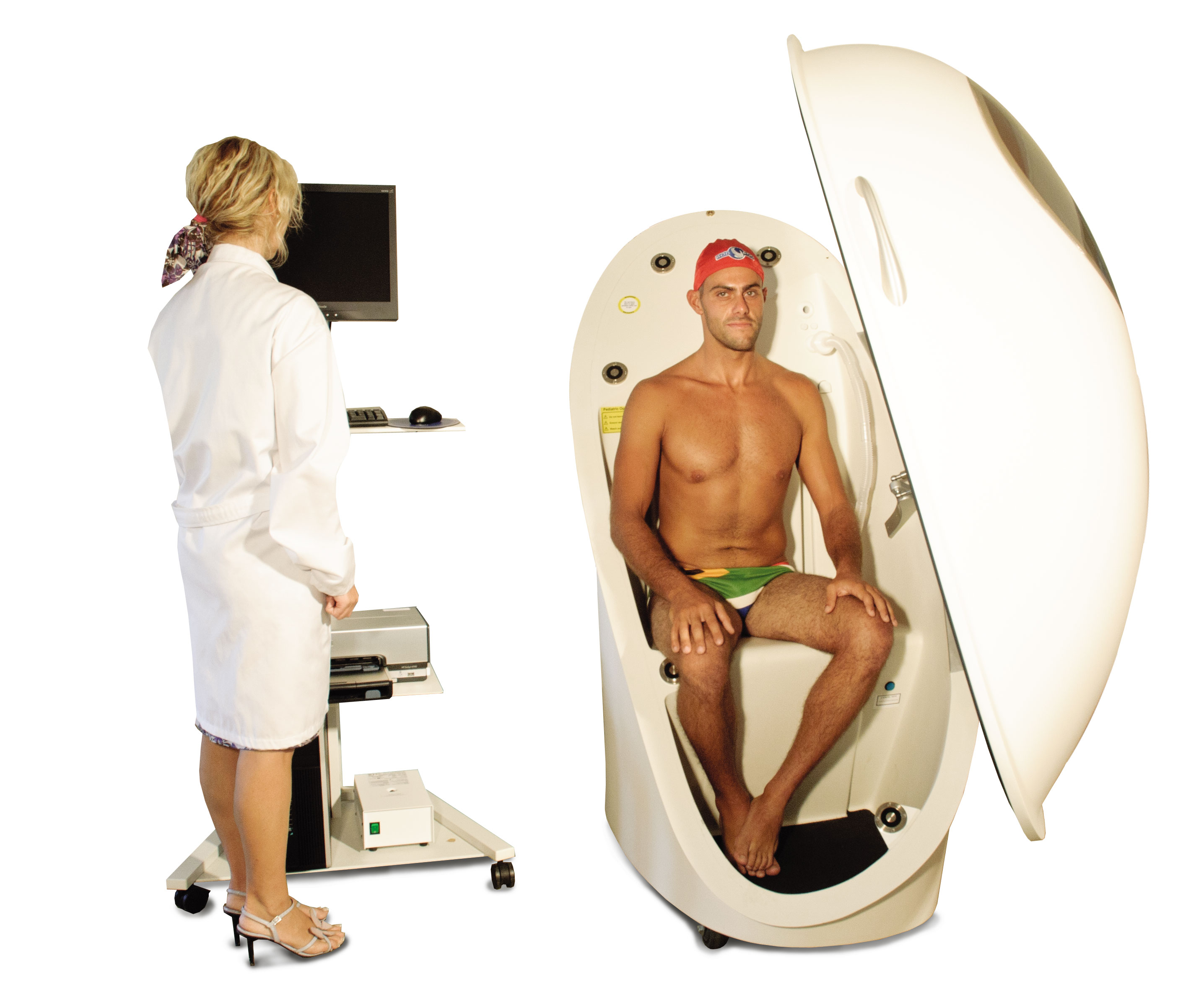
Mesura de la composició corporal amb tecnologia de pletismografia de desplaçament d'aire de tot el cos

La pletismografia de desplaçament d'aire de tot el cos (ADP) és un mètode densitomètric reconegut i validat científicament per mesurar el percentatge de greix corporal humà. L'ADP utilitza els mateixos principis que el mètode estàndard d'or de pesatge subaquàtic, però representa un mètode densitomètric que es basa en el desplaçament de l'aire en lloc de la immersió en aigua. La pletismografia de desplaçament d'aire ofereix diversos avantatges respecte als mètodes de referència establerts, incloent un procés de mesura ràpid, còmode, automatitzat, no invasiu i segur, i allotjament de diversos tipus de subjectes (per exemple, nens, obesos, ancians i discapacitats). Tanmateix, la seva precisió disminueix als extrems dels percentatges de greix corporal, tendint a subestimar lleugerament el percentatge de greix corporal en persones amb sobrepès i obesitat (entre un 1,68 i un 2,94% segons el mètode de càlcul) i exagerar en un grau molt més gran el percentatge greix corporal en subjectes molt magres (un 6,8% de mitjana, amb una sobreestimació de fins a un 13% del percentatge corporal reportat d'un individu, és a dir, un 2% de greix corporal per DXA però un 15% per ADP).

### Interactància a l'infraroig proper
Un feix de llum infraroja es transmet a un bíceps. La llum es reflecteix des del múscul subjacent i és absorbida pel greix. El mètode és segur, no invasiu, ràpid i fàcil d'utilitzar.

### Absorptiometria de raigs X de doble energia
L'absorptiometria de raigs X d'energia dual, o DXA (anteriorment DEXA), és un mètode més nou per estimar el percentatge de greix corporal i determinar la composició corporal i la densitat mineral òssia.
Els raigs X de dues energies diferents s'utilitzen per escanejar el cos, un dels quals és absorbit amb més força pel greix que l'altre. Un ordinador pot restar una imatge de l'altra i la diferència indica la quantitat de greix en relació amb altres teixits en cada punt. Una suma sobre tota la imatge permet calcular la composició corporal global.

#### Expansions
Hi ha diversos procediments més complicats que determinen amb més precisió el percentatge de greix corporal. Alguns, anomenats models multicompartiment, poden incloure mesures DXA de l'os, a més de mesures independents d'aigua corporal (mitjançant el principi de dilució amb aigua marcada isotòpicament) i volum corporal (ja sigui per desplaçament d'aigua o per pletismografia d' aire). Es poden mesurar diversos altres components de manera independent, com ara el potassi total del cos.
L' activació de neutrons in vivo pot quantificar tots els elements del cos i utilitzar relacions matemàtiques entre els elements mesurats en els diferents components del cos (greixos, aigua, proteïnes, etc.) per desenvolupar equacions simultànies per estimar la composició corporal total, inclòs el greix del cos.

### Mesura de la densitat mitjana corporal
Abans de l'adopció de DXA, el mètode més precís per estimar el percentatge de greix corporal era mesurar la densitat mitjana d'aquesta persona (massa total dividida pel volum total) i aplicar una fórmula per convertir-lo en percentatge de greix corporal.
Atès que el teixit adipós té una densitat menor que els músculs i els ossos, és possible estimar-ne el contingut. Aquesta estimació es veu distorsionada pel fet que els músculs i els ossos tenen densitats diferents: per a una persona amb una massa òssia superior a la mitjana, l'estimació serà massa baixa. No obstant això, aquest mètode proporciona resultats altament reproduïbles per a persones individuals (± 1%), a diferència dels mètodes que es comenten a continuació, que poden tenir una incertesa del 10% o més. El percentatge de greix corporal es calcula habitualment a partir d'una de les dues fórmules (ρ representa la densitat en g / cm 3): 
- Fórmula de Brozek: BF = (4,57 / ρ - 4.142) × 100[10]
- La fórmula de Siri és: BF = (4,95 / ρ - 4,50) × 100[11]

### Anàlisi d'impedància bioelèctrica
Article detallat: anàlisi d'impedància bioelèctrica
El mètode d'anàlisi d'impedància bioelèctrica (BIA) és un mètode de menor cost (de menys d'un a diversos centenars de dòlars als EUA el 2006), però menys precís per estimar el percentatge de greix corporal. El principi general darrere de la BIA: dos o més conductors s'uneixen al cos d'una persona i s'envia un petit corrent elèctric a través del cos. La resistència entre els conductors proporcionarà una mesura del greix corporal entre un parell d'elèctrodes, ja que la resistència a l'electricitat varia entre el teixit adipós, muscular i esquelètic. La massa lliure de greix (múscul) és un bon conductor ja que conté una gran quantitat d'aigua (aproximadament un 73%) i electròlits, mentre que el greix és anhidrei un pobre conductor de corrent elèctric. Entre els factors que afecten la precisió i precisió d'aquest mètode s'inclouen la instrumentació, els factors del tema, l'habilitat del tècnic i l'equació de predicció formulada per estimar la massa lliure de greixos.
Cada peu (nu) es pot col·locar sobre un elèctrode, amb el corrent enviat cap amunt d'una cama, a través de l'abdomen i baixant l'altra cama. (Per comoditat, un instrument que s'ha de trepitjar també mesurarà el pes.) Alternativament, es pot subjectar un elèctrode a cada mà; El càlcul del percentatge de greix utilitza el pes, de manera que ha de ser mesurat amb escales i introduït per l'usuari. Els dos mètodes poden donar percentatges diferents, sense ser inconsistents, ja que mesuren el greix en diferents parts del cos. Hi ha disponibles instruments més sofisticats per a ús domèstic amb elèctrodes per a peus i mans.
Hi ha poc marge per a l'error del tècnic com a tal, però s'han de controlar factors com menjar, beure i fer exercici ja que el nivell d'hidratació és una font important d'errors a l'hora de determinar el flux del corrent elèctric per estimar el greix corporal. Les instruccions per a l'ús d'instruments solen recomanar no fer mesures poc després de beure, menjar o fer exercici o deshidratades. Els instruments requereixen que s'introdueixin detalls com el sexe i l'edat, i utilitzen fórmules que els tinguin en compte; per exemple, homes i dones emmagatzemen greixos de manera diferent al voltant de l'abdomen i la regió de la cuixa.
Els diferents analitzadors BIA poden variar. Hi ha disponibles equacions específiques de població per a alguns instruments, que només són fiables per a grups ètnics, poblacions i condicions específiques. És possible que les equacions específiques de la població no siguin adequades per a individus fora de grups específics.

### Mètodes antropomètrics
Existeixen diversos mètodes antropomètrics per estimar el greix corporal. El terme antropomètric fa referència a mesures fetes de diversos paràmetres del cos humà, com ara circumferències de diverses parts del cos o gruixos de plecs. La majoria d'aquests mètodes es basen en un model estadístic. Algunes mesures es seleccionen i s'apliquen a una mostra de població. Per a cada individu de la mostra, es registren les mesures del mètode i també es registra la densitat corporal de l'individu, que es determina, per exemple, mitjançant el pesatge sota l'aigua, en combinació amb un model de densitat corporal de diversos compartiments. A partir d'aquestes dades, es desenvolupa una fórmula que relaciona les mesures corporals amb la densitat.
Com que la majoria de fórmules antropomètriques com el mètode de plegat de Durnin-Womersley, el mètode de plegat de Jackson-Pollock i el mètode de circumferència de la Marina dels EUA, realment estimen la densitat corporal, no el percentatge de greix corporal, el percentatge de greix corporal s'obté aplicant un segon fórmula, com el Siri o Brozek descrits a la secció anterior sobre densitat. En conseqüència, el percentatge de greix corporal calculat a partir de plecs de la pell o altres mètodes antropomètrics comporta l'error acumulatiu de l'aplicació de dos models estadístics separats.
Per tant, aquests mètodes són inferiors a una mesura directa de la densitat corporal i a l'aplicació d'una única fórmula per estimar el percentatge de greix corporal. Una manera de considerar aquests mètodes és que canvien la precisió per comoditat, ja que és molt més convenient prendre algunes mesures corporals que submergir els individus a l'aigua.
El principal problema de totes les fórmules estadísticament derivades és que, per ser àmpliament aplicables, s'han de basar en una àmplia mostra d'individus. Tot i això, aquesta amplitud els fa inherentment imprecisos. El mètode d'estimació estadística ideal per a un individu es basa en una mostra d'individus similars. Per exemple, és probable que una fórmula de densitat corporal basada en plegaments desenvolupada a partir d'una mostra de remers col·legiats masculins sigui molt més precisa per estimar la densitat corporal d'un remador col·legiat masculí que un mètode desenvolupat amb una mostra de la població general, perquè la mostra és reduït per edat, sexe, nivell d'aptitud física, tipus d'esport i factors d'estil de vida. D'altra banda, aquesta fórmula no és adequada per a un ús general.

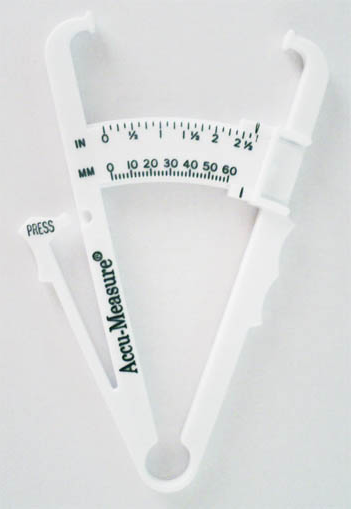
Pinça de greix corporal

#### Mètodes de plegaments
Els mètodes d'estimació del plegament de la pell es basen en una prova de plegament de la pell, també coneguda com a prova de pessic, mitjançant la qual es mesura amb precisió un pessic de pell mitjançant pinces, també conegut com a plicòmetre, en diversos punts estandarditzats del cos per determinar el greix subcutani. Aquestes mesures es converteixen en un percentatge estimat de greix corporal mitjançant una equació. Algunes fórmules requereixen tan sols tres mesures, d'altres fins a set. La precisió d'aquestes estimacions depèn més de la distribució única del greix corporal d'una persona que del nombre de llocs mesurats. A més, és de màxima importància provar en una ubicació precisa amb una pressió fixa. Tot i que pot no donar una lectura precisa del percentatge de greix corporal real, és una mesura fiable del canvi de composició corporal durant un període, sempre que la prova la realitzi la mateixa persona amb la mateixa tècnica.
L'estimació del greix corporal basada en el plegament és sensible al tipus de pinça utilitzat i a la tècnica. Aquest mètode també només mesura un tipus de greix: el teixit adipós subcutani (greix sota la pell). És possible que dos individus tinguin mesures gairebé idèntiques a tots els llocs de plegament de la pell, tot i que difereixen molt en els seus nivells de greix corporal a causa de les diferències en altres dipòsits de greix corporal, com el teixit adipós visceral: el greix de la cavitat abdominal. Alguns models aborden parcialment aquest problema incloent l'edat com a variable a les estadístiques i la fórmula resultant. Es troba que els individus més grans tenen una densitat corporal inferior per a les mateixes mesures de plegament cutani, que se suposa que significa un percentatge de greix corporal més alt. Tanmateix, és possible que les persones més velles i altament atlètiques no s'adaptin a aquest supòsit, cosa que provoca que les fórmules subestimen la seva densitat corporal.

#### Ecografia
L'ecografia s'utilitza àmpliament per mesurar l'estructura del teixit i ha demostrat ser una tècnica precisa per mesurar el gruix del greix subcutani. Ara s'utilitzen sistemes d'ultrasons en mode A i en mode B i tots dos es basen en l'ús de valors tabulats de la velocitat del so dels teixits i l'anàlisi automàtica del senyal per determinar el gruix del greix. Mitjançant mesures de gruix en diversos llocs del cos, podeu calcular el percentatge estimat de greix corporal. Les tècniques d'ultrasons també es poden utilitzar per mesurar directament el gruix muscular i quantificar el greix intramuscular. L'equip d'ultrasons és car i no és rendible només per a la mesura del greix corporal, però si hi ha equipament disponible, com als hospitals, el cost addicional per a la capacitat de mesurar el greix corporal és mínim.

#### Mètodes d'alçada i circumferència
També existeixen fórmules per estimar el percentatge de greix corporal a partir de les mesures de pes i circumferència d'un individu. Per exemple, el mètode de circumferència de la Marina dels EUA compara les mesures de l'abdomen o la cintura i els malucs amb la mesura i l'alçada del coll i altres llocs afirmen estimar el percentatge de greix corporal mitjançant una conversió de l'índex de massa corporal. A la Marina dels EUA, el mètode es coneix com a "corda i sufocació". Tanmateix, hi ha informació limitada sobre la validesa del mètode "corda i sufocació" a causa de la seva acceptació universal com a inexacta i fàcilment falsificable. [ es necessita una cita ]
L' exèrcit nord-americà i el cos de marina nord-americà també confien en el mètode d'alçada i circumferència. Per als mascles, mesuren el coll i la cintura just per sobre del melic. Les femelles es mesuren al voltant dels malucs, la cintura i el coll. A continuació, aquestes mesures es consulten a les taules publicades, amb l'altura de la persona com a paràmetre addicional. Aquest mètode s'utilitza perquè és una manera barata i còmoda d'implementar una prova de greix corporal en tot un servei.
Els mètodes que fan servir la circumferència tenen poca acceptació fora del Departament de Defensa a causa de la seva reputació negativa en comparació amb altres mètodes. La precisió del mètode es converteix en un problema en comparar persones amb composicions corporals diferents, les que tenen colls més grans generen artificialment càlculs percentuals de greix corporal més baixos que aquells amb colls més petits.

#### De l'IMC
El greix corporal es pot estimar a partir de l'índex de massa corporal (IMC), la massa d'una persona en quilograms dividida pel quadrat de l'altura en metres; si el pes es mesura en lliures i l'alçada en polzades, el resultat es pot convertir en IMC multiplicant per 703. Hi ha diverses fórmules proposades que relacionen el greix corporal amb l'IMC. Aquestes fórmules es basen en treballs realitzats per investigadors publicats en revistes revisades per parells, però la seva correlació amb el greix corporal només són estimacions; el greix corporal no es pot deduir amb precisió a partir de l'IMC.
El greix corporal es pot estimar a partir de l'índex de massa corporal mitjançant fórmules derivades per Deurenberg i els seus companys de treball. A l'hora de fer càlculs, la relació entre el percentatge de greix corporal (BF%) determinat densitomètricament i l'IMC ha de tenir en compte l'edat i el sexe. La validació creuada interna i externa de les fórmules de predicció va mostrar que donaven estimacions vàlides del greix corporal en homes i dones a totes les edats. Tanmateix, en els subjectes obesos, les fórmules de predicció van sobreestimar lleugerament el percentatge. L'error de predicció és comparable a l'error de predicció obtingut amb altres mètodes d'estimació del greix corporal, com ara mesures de gruix de plegament de la pell i impedància bioelèctrica. La fórmula per als nens és diferent;es va trobar que la relació entre l'IMC i el percentatge de greix corporal en nens era diferent de la dels adults a causa de l'augment relacionat amb l'alçada de l'IMC en nens de 15 anys o menys.
No obstant això, contràriament a l'esmentada validació creuada interna i externa, aquestes fórmules es van demostrar definitivament inutilitzables almenys per a adults i es presenten aquí només amb caràcter il·lustratiu.

#### La massa relativa de greix (MRG)
La massa relativa de greix és una fórmula senzilla per a l'estimació del sobrepès o l'obesitat en humans que només requereix un càlcul basat en una proporció de mesures d'alçada i cintura.
El MRG és un simple procediment antropomètric que es diu que és més convenient que el percentatge de greix corporal i que és més precís que l' índex de massa corporal tradicional (IMC).
La proporció de l'alçada i la mesura de la cintura del pacient, ambdues en metres, es multiplica per 20 abans de restar-se d'un nombre (que es mostra en negreta a continuació) que s'ajusta a les diferències de gènere i alçada: 
- RFM per a mascles adults: 64-20 × (circumferència d'alçada / cintura)
- RFM per a dones adultes: 76 - 20 × (circumferència d'alçada / cintura)

Tot i que es valida generalment en una base de dades d'uns 12.000 adults, la MRG encara no s'ha avaluat en estudis longitudinals de grans poblacions per identificar MRG normals o anormals en relació amb problemes de salut relacionats amb l'obesitat.